# 대 촐라 사원
대 촐라 사원(타밀어: அழியாத சோழர் பெருங்கோயில்கள்)은 인도 남부 타밀나두주에 위치한 촐라 왕조 시대에 건설된 11, 12세기 힌두교 사원의 총칭이다. 1987년 유네스코 세계유산에 등록되었다.

## 개요
대 촐라 사원을 구성하는 사원은 3개이다. 촐라 왕조의 수도였던 탄자부르와 간가이콘다촐라푸람에 있는 브리하디스와라 사원의 2개의 사원은 1987년에 등록되었다. 다라수람에 있는 에라바테스와라 사원은 2004년에 등록 범위가 확장되어 등록되었다.

## 갤러리

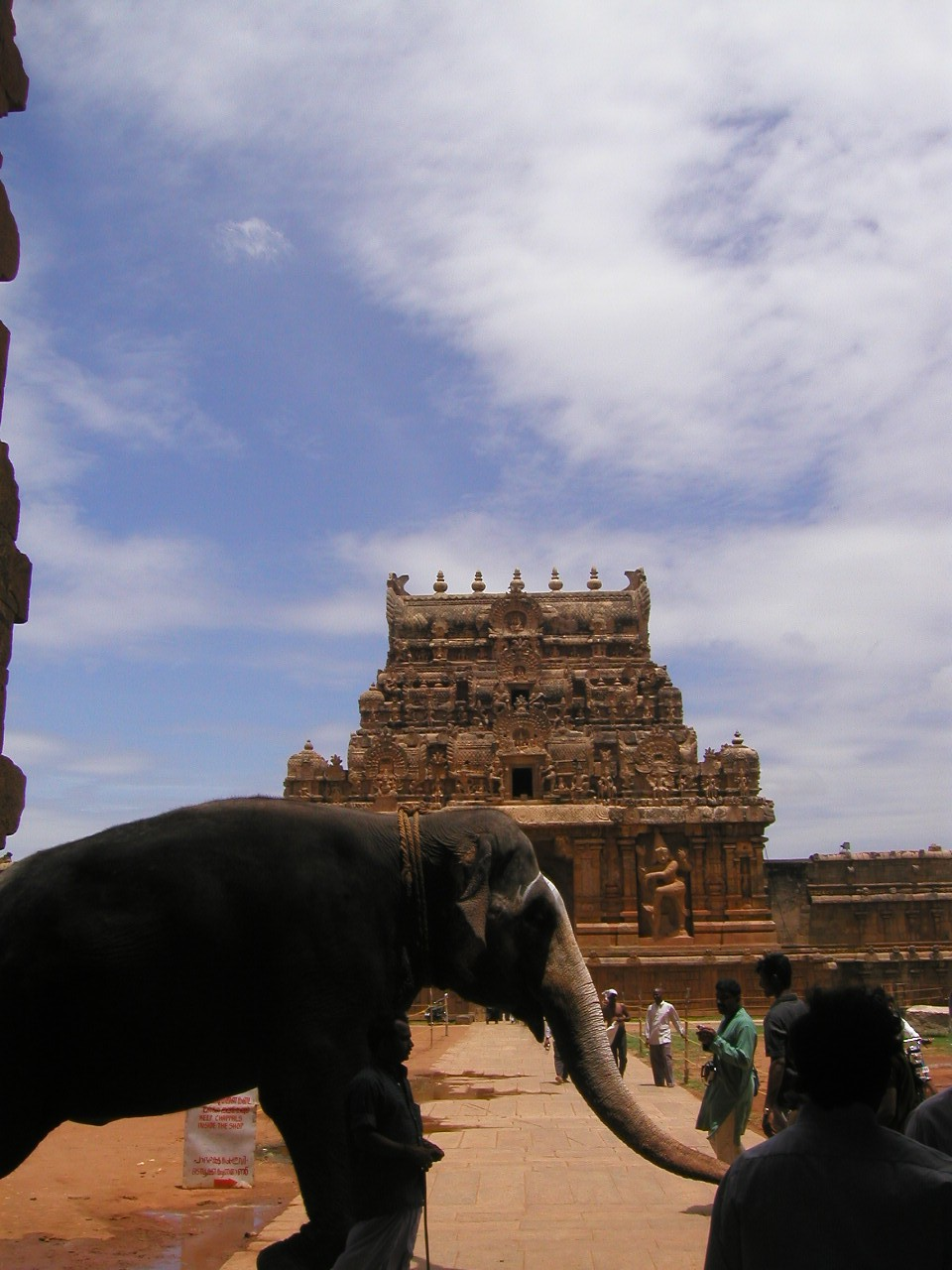
탄자부르의 브리하디스와라 사원
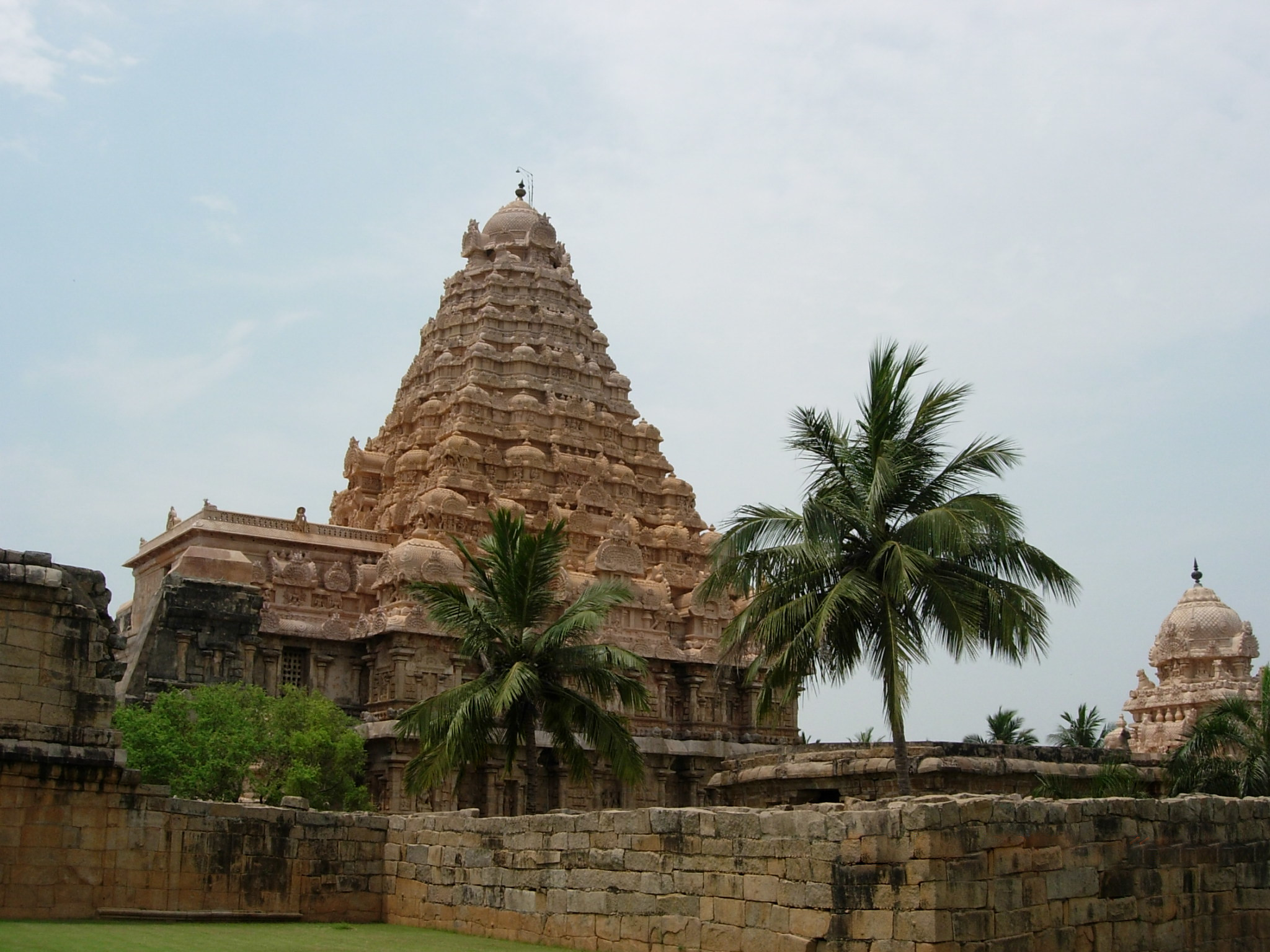
간가이콘다촐라푸람의 브리하디스와라 사원
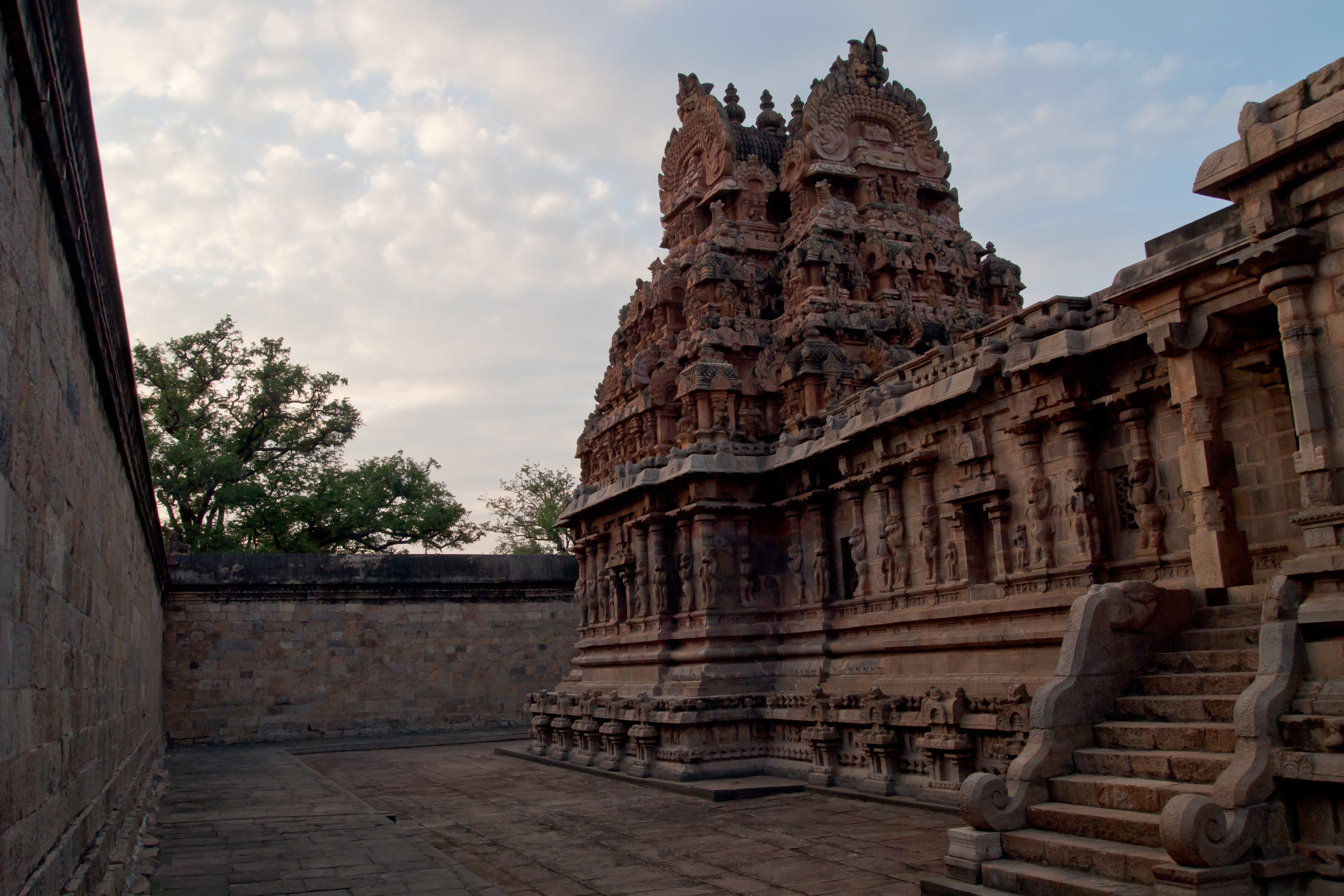
다라수람의 에라바테스와라 사원
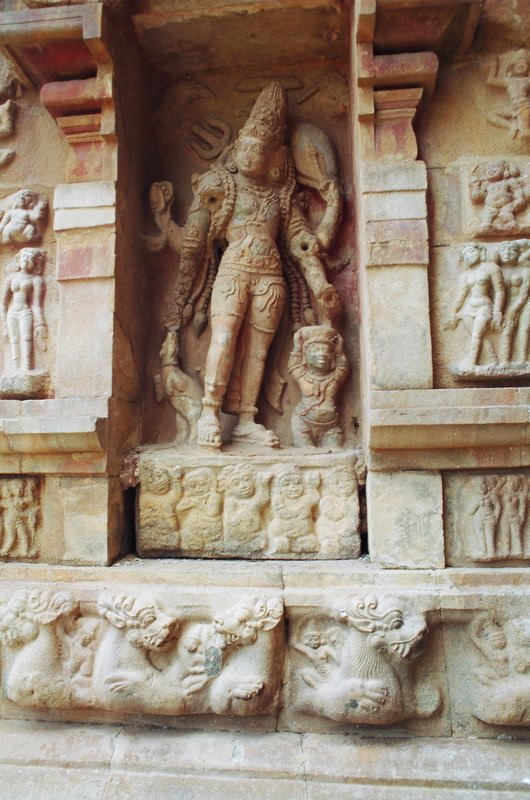
브리하디스와라 사원에 남아 있는 촐라 왕조 조각